# Меагцом
Тидецугцэн Меагцом (693 или 704—755) — 4-й император (Ценпо) Тибета с 703 до 755 года. Правил после своего отца Дудсрона. Происходил из Ярлунгской династии.
Меагцом родился во дворце Побранданкар. При малолетнем властелине сначала правили три регента: Джизандонцан, Чимджалшугдин, Брочузанхор.
Во времена Меагцома продолжалась война с Китаем. Она шла с переменным успехом. В тибетских трактатах говорится, что в 711 году было заключено соглашение о мире, которое предполагало, что китайская принцесса Цзиньчэн выйдет замуж за сына Меагцома — Джанпалхабона. Однако в момент, когда китайская делегация с принцессой прибыла в Тибет, Джанпалхабон погиб в результате несчастного случая. Тогда она вышла замуж за императора Меагцома. Однако Тидецугцэн сам был ребёнком в это время, в действительности такая история произошла с предыдущей китайской принцессой и спроецирована на Цзиньчэн.
Китай также передал Тибету район Цзюцюй в Хэсе близ Хуанхэ.
В 717 году тибетцы захватили Кашгар, а в 720 году уйгурское ханство в оазисе Дуньхуан. В 727 году Меагцом захватил важные китайские форпосты на Большом шёлковом пути — Гуачжоу и Тазиг. В 738 году Тибет попытался захватить всю область Хэси, однако Китай отразил наступление тибетской армии. Однако война продолжалась с переменным успехом. В 747 году вторгся в Кашмир, но местный правитель Лалитадитья Муктапида отразил нападение. Это привело к заключению антитибетского союза между Кашмиром и империей Тан.
Тибет поддержал восстание правителя китайской области Наньчжао (748–752 годы). В 751 году тибетские войска помогли арабской армии разгромить китайцев в битве при Таласе. В 752 году заключил союз с племенами мань (современная провинция Юньнань) против империи Тан. В 754 году при поддержке тайских племен установил контроль над государством Наньчжао.
Во время очередной войны с империей Тан в 755 году Меагцом умер в г. Ярбргбацалнакха[написание?]. Захоронен он в монастыре Прулнан в гробнице Лхарицугнам.
Меагцом поддерживал распространение буддизма. Была переведена на тибетский язык Трипитака, где изложены основные положения буддийского учения. К тому же, по приказу Меагцома построили храмы: Брагмаркару, Брагмардинзан, Ласакхабраб, Чинпунамрал и Манген.

## Семья
1. Джанмотицун из племени Джан.
Дети:
- Джанпалхабон (?-711)

2. Нанамзашиден из области Нанама.
3. Цзиньчэн, принцесса из династии Тан.
Дети:
- Тисонг Децэн